# Projecció cònica (cartografia)

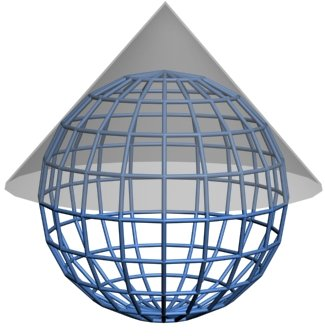
Esquema d'una projecció cònica cartogràfica

La projecció cònica cartogràfica  s'obté projectant els elements de la superfície esfèrica terrestre sobre una superfície cònica tangent o secant, prenent el vèrtex sobre l'eix que uneix els dos pols.
La imatge projectada sobre la superfície cònica es "desplega", resultant un dibuix pla, de fàcil reproducció en un full de paper.
En aquesta projecció s'origina una distorsió asimètrica que afecta, en gran manera, les zones polars, però ofereix una acceptable precisió en les zones de l'hemisferi allà on el con de projecció és tangent.
S'utilitza, preferentment, per a representar aquells països que es troben a les regions de latituds mitjanes, per ser menor la distorsió resultant.
La projecció cònica pot tenir un o dos paral·lels de referència, segons la superfície cònicasigui tangent o secant a l'esfera.

## Tipus de projeccions còniques
- Projecció cònica simple
  - Projecció cònica conforme de Lambert
- Projecció cònica múltiple